# 西村紀三郎
西村 紀三郎 （にしむら きさぶろう、1926年 - 2017年9月2日）は、日本の経済学者、博士。駒澤大学名誉教授。
日本財政学会理事、顧問を歴任。

## 来歴
東京帝国大学卒業。大蔵省入省。資料統計管理官。同省「昭和財政史」の編集に携わる（戦前編　第3巻 歳計、第9巻 通貨・物価、第18巻 年表・索引）。
1954年、駒澤大学非常勤講師。1966年9月、教授に就任。経済学部部長、教務部長、大学院経済学研究科委員長を務める。
1988年3月、論文「地方財政構造分析 : 西高東低型構造の解明」で博士号（経済学、駒澤大）取得。
1994年8月から駒澤大学図書館長（1996年3月迄）。1997年3月、定年退職。名誉教授。
著書に「財政学新論 - 日本財政分析による解明」「統計からみる財政学」「地方財政構造分析―西高東低型構造の解明」などがある。

## 著書
- 国立国会図書館 を参照

### 論文
- CiNii